# 御嶽神社 (練馬区下石神井)
御嶽神社（おんたけじんじゃ）は、東京都練馬区の神社。地名を冠して下石神井御嶽神社（しもしゃくじい おんたけじんじゃ）とも。
　国常立尊 （くにとこたちのみこと） - 主祭神
　大己貴命 （おおなむちのみこと） - 主祭神
　少彦名命 （すくなひこなのみこと） - 主祭神
　國狭槌尊 （くにさつちのみこと） - 配祀神
　豊斟渟尊 （とよくむぬのみこと） - 配祀神
　一山霊神 （いっさんれいじん） - 配祀神

## 歴史
木曽御嶽山信仰が広まり始めた文化・文政年間（1804年 - 1831年）に創建されたと推測される。当地でも御嶽講が結成され、活動し始めた。現在も当社の「宗教法人御嶽神社」とは別に「宗教法人練馬御嶽一山開闢講社」として続いている。毎年夏に登拝を行っている。
木曽御嶽講に入った当地の石塚平左衛門が天保年間頃（1830〜）に創建したのではないかと伝えられ、その後先達となった石塚忠明の代には、東京一山講社を大正2年に組織、講員は千八百余名に達したという。木曽御嶽山を遥拝するため、かつての社殿は東向きであったが、現在は南向きに建てられている。当社は御嶽神社の神紋の他に、十六弁菊花紋が使われている。なぜ菊花紋の使用が許されたのかは不明である。
1889年（明治22年）に本殿が再建され、1920年 - 1923年（大正9年 - 12年）に拝殿や幣殿が再建されている。

## 境内神社
- 一山神社
- 稲荷神社

## 境内仏殿
- 清滝不動尊

## 交通アクセス
- 上井草駅より徒歩6分。
- 井草通り隣接。西武バス井草高校バス停徒歩2分。